# 河内貯水池

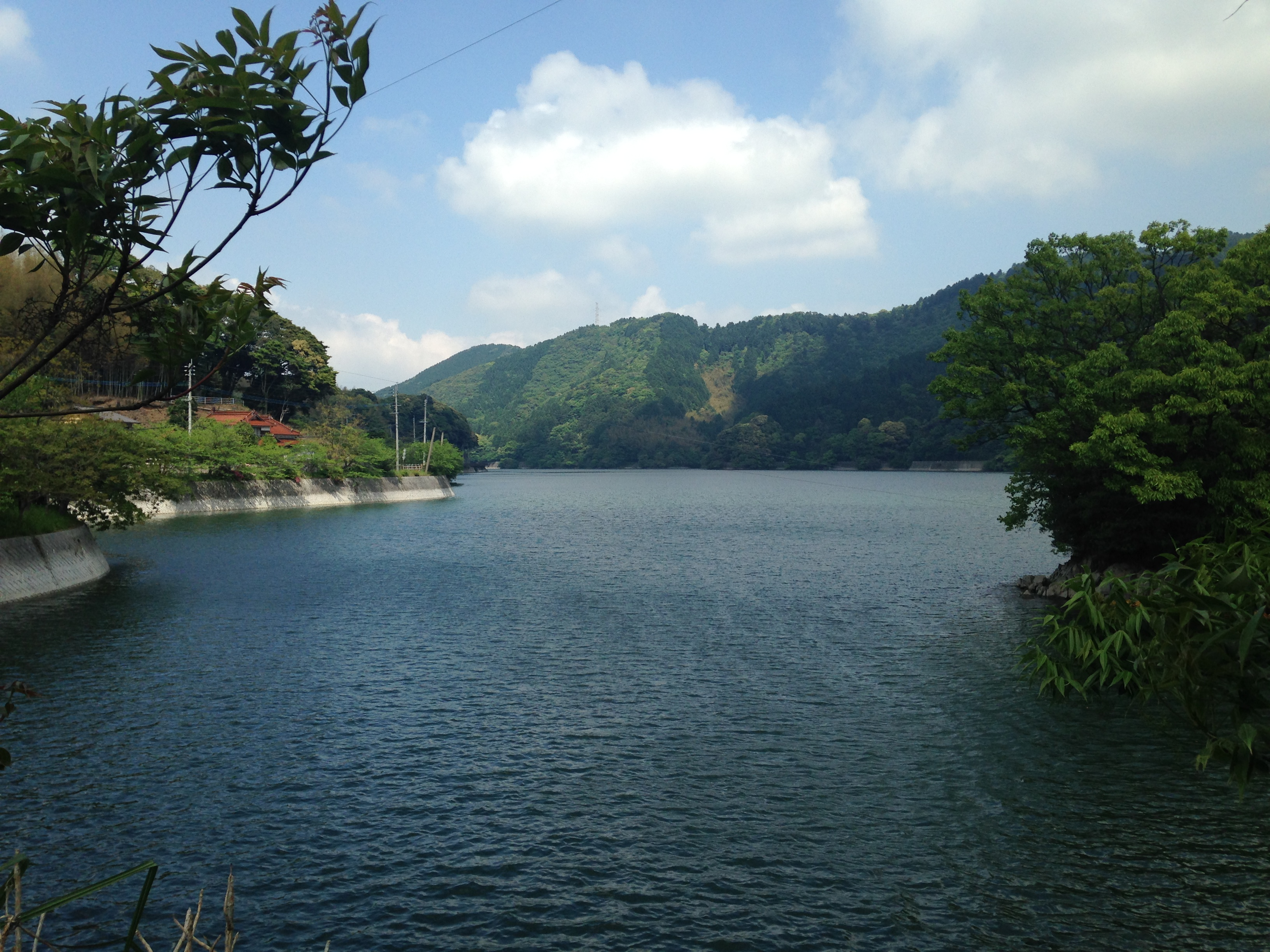
中河内橋から望む河内貯水池

河内貯水池（かわちちょすいち）は、福岡県北九州市八幡東区の二級河川・板櫃川本流上流部に建設された、河内ダムによって形成された人造湖。
日本製鉄が管理を行う民間企業所有ダム。

## 概要
高さ43.1メートルの粗石モルタル製の重力式コンクリートダム。
官営八幡製鉄所の鉄鋼増産態勢に対応するため、需要が増大する工業用水確保を目的として建設された。
完成以来現役で稼働しており、南河内橋とともに土木学会選奨土木遺産に認定されている。北九州国定公園に指定されている。

## 沿革
1914年、第一次世界大戦による鉄鋼物の需要増加に対処するため、八幡東区から小倉北区を流れる板櫃川（別名・大蔵川）を堰きとめ、1919年に着工、1927年に竣工した。
官営八幡製鉄所の土木課長だった沼田尚徳が中心となり、設計・施工に当たった。堰堤は高さ43.1m、幅189mで、石造りの立派な造りであり、着工当時は東洋一の規模と言われた。ほとんど人力で工事は進められ、延べ90万人が動員されたが、一人も殉職者は出なかったという。
以降現在まで目立った水漏れは無く、貯水池は現役で稼働しており、日本製鉄九州製鉄所八幡地区（旧・八幡製鐵所）への工業用水供給を続けている。
2007年（平成19年）11月30日、近代化産業遺産（鉄鋼 - 八幡製鐵所関連遺産）に認定された。

## 周辺
南河内橋やつり橋などが存在し、北九州市の観光名所の一つである。
下流には河内桜公園が整備され、近辺には河内藤園を始め、皿倉山河内登山口などがある。

### 南河内橋

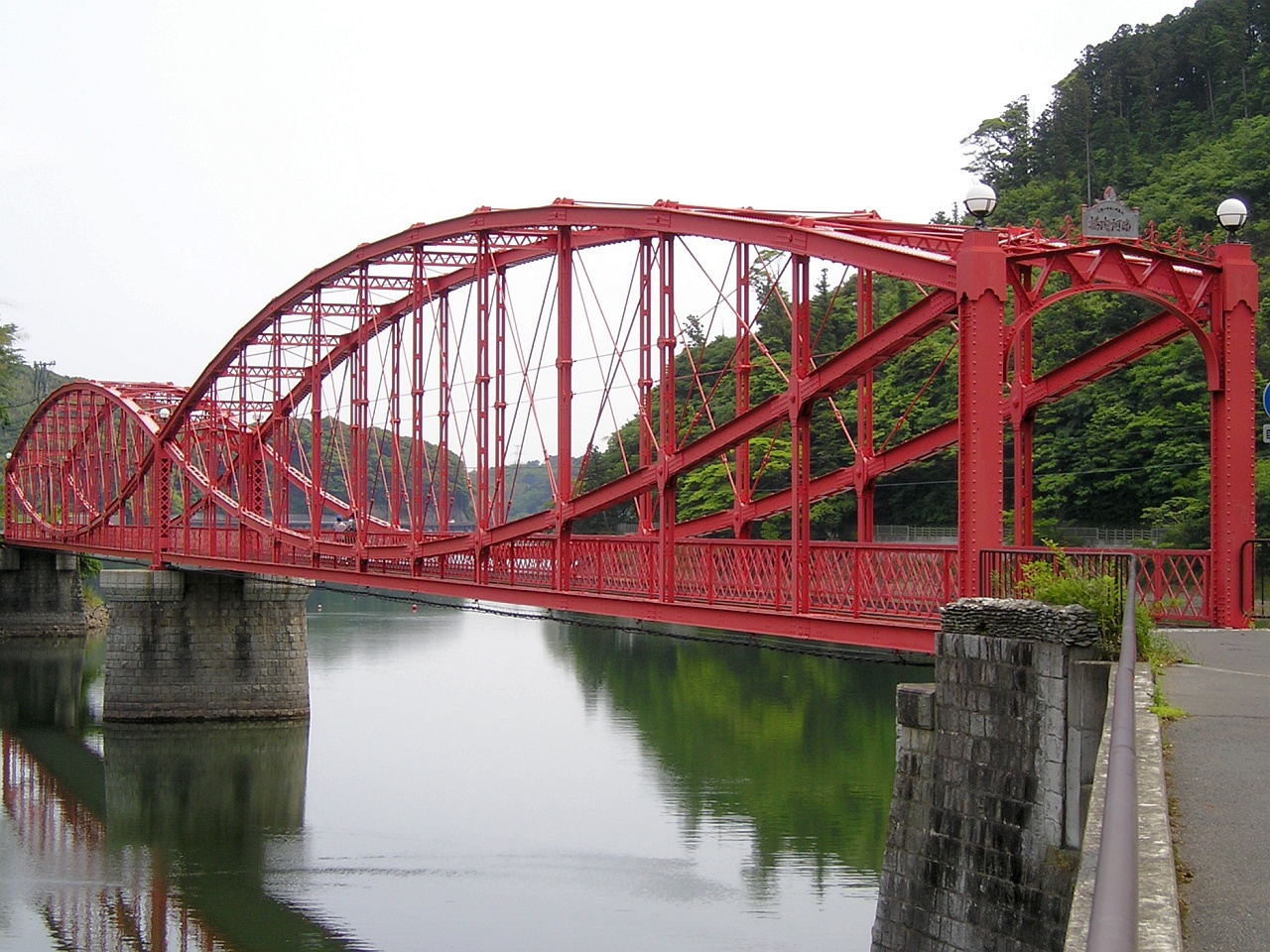
南河内橋

貯水池に掛かる橋梁として、1926年（大正15年）竣工の、貯水池にかかる長さ133m、幅3.6m、径間66mのレンティキュラートラス構造の「南河内橋」がある。通称は「めがね橋」。
日本での建築例は3例しかなく、唯一現存している。2006年12月に重要文化財に指定された。
現在は北九州市が管理し、歩行者・自転車専用となっている。

### サイクリングロード
湖畔には河内サイクリングセンターが設けられており、冬季以外の土日祝日及び春休み・夏休み期間中、自転車の貸し出しを行っている。河内貯水池一周（八幡東区河内～田代）にサイクリングロードが整備されている。
また、河内貯水池サイクリングロードから接続するルートとして、市南部方面には八幡東区田代から、小倉南区鱒渕ダム一帯の「ます渕ダムサイクリングロード」（旧・道原サイクリングセンター及び道原公園一帯）まで接続するルートが、福岡県道297号鱒渕八幡東自転車道線（鱒渕八幡東自転車道線）として整備されている。
その他、西部方面には八幡東区豊町（西鉄バス・上重田バスロータリー）から神山町までの、貯水池の送水路跡を利用したルートが「帆柱自転車道」として整備されている。

## アクセス
- JR九州鹿児島本線スペースワールド駅下車後、イオンモール八幡東より西鉄バス北九州上重田行きに乗車し、終点より徒歩9分(750m)。
- 自家用車の場合北九州高速道路4号線の大谷出入口から福岡県道62号北九州小竹線などを経由し5.6㎞。